# Psilochilus
Psilochilus je rod orhideja u podtribusu Triphorinae, dio tribus Triphoreae. Postoji 19 vrsta u tropskoj Južnoj Americi i Antilima, te dvije neopisane vrste u Kostariki.

## Vrste
1. Psilochilus alicjae Kolan.
2. Psilochilus antioquiensis Kolan.
3. Psilochilus carinatus Garay
4. Psilochilus dressleri Kolan.
5. Psilochilus dusenianus Kraenzl. ex Garay & Dunst.
6. Psilochilus francoae Szlach. & Baranow
7. Psilochilus hatschbachii Kolan.
8. Psilochilus macrophyllus (Lindl.) Ames
9. Psilochilus maderoi (Schltr.) Schltr.
10. Psilochilus minutifolius Kolan.
11. Psilochilus modestus Barb.Rodr.
12. Psilochilus mollis Garay
13. Psilochilus panamensis Kolan.
14. Psilochilus physurifolius (Rchb.f.) Løjtnant
15. Psilochilus sanderianus Kolan.
16. Psilochilus steyermarkii Kolan.
17. Psilochilus szlachetkoanus Kolan.
18. Psilochilus tuerckheimii Kolan. & Szlach.
19. Psilochilus vallecaucanus Kolan. & Szlach.